# オクナ属
オクナ属（オクナぞく）はオクナ科の低木。

## 特徴
葉は単葉で互生し、多くの種は革質で鋸歯縁。花は黄色で大きく、円錐花序、総状花序または散形花序を形成する。花後に萼と花托が赤色に変わり、黒く熟する果実とともに長期間鑑賞される。

## 下位分類群
オクナ属は90種が知られ、日本国内では主にオクナ・キルキーOchna kirkiiとオクナ・セルラタOchna serrulataの2種が植物園などで栽培される。花後の赤い萼と黒い実の様子から両種ともにミッキーマウスツリーなどの名称で苗が市販されることがある。

## 分布と生育環境
旧世界（アフリカおよびアジア）の熱帯～亜熱帯域が原産。一部の種はアフリカ南部の温帯域にも分布。オクナ・キルキーは熱帯アフリカ東部のケニア、モザンビーク、タンザニア原産。オクナ・セルラタは南アフリカ共和国、レソト、スワジランド原産。シルンビ（学名：Ochna lanceolata）はインド原産。

## 利用
日本国内では植物園や温室で栽培されることが多い。オクナ・セルラタは室内観葉植物としても栽培されるほか、温暖な沖縄県内では庭園・公園・生垣にも利用される。繁殖は挿し木や実生による。シルンビの材は淡黄色で軽く柔らかく弾性に富み、ステッキに用いられる。